# Lycaeides ultima
Lycaeides ultima är en fjärilsart som beskrevs av Ruggero Verity 1927. Lycaeides ultima ingår i släktet Lycaeides och familjen juvelvingar. Inga underarter finns listade i Catalogue of Life.